# Nikolái Golitsyn
El príncipe Nikolái Dmítrievich Golitsyn (en ruso: Никола́й Дми́триевич Голи́цын; Porechie,  12 de abril de 1850 - Leningrado, 2 de julio de 1925) fue un noble ruso y fue último primer ministro de la Rusia Imperial.

## Biografía
Golitsyn nació en Porechye, un pueblo en la gobernación de Moscú, en el seno de la noble familia Golitsin, pero pasó su infancia en el distrito de Dorogobuzhski. Se graduó en el Liceo Imperial Aleksandr en 1871 y entró a trabajar en el Ministerio del Interior y fue nombrado en la Gobernación de Łomża (Congreso de Polonia). Se convirtió en vicegobernador de Arcángel (1879); subdirector del Departamento Económico del Ministerio del Interior (1884); Gobernador de las guberniyas de Arcángel (1885), Kaluga (1893) y Tver (1897). Fue nombrado senador en 1903. Como plenipotenciario de la Cruz Roja en Turgay, el óblast de Uralsk y la gobernación de Sarátov, organizó ayuda en las zonas afectadas por el hambre (1907-1908). Fue miembro del Consejo de Estado (1912) y presidente de la comisión para prestar asistencia a los prisioneros de guerra rusos en el extranjero (1915). Fue vicepresidente de una de las comisiones de caridad de la emperatriz Alejandra Fiódorovna Románova.
El príncipe Golitsyn no quiso suceder al primer ministro Aleksandr Trépov y le rogó al zar Nicolás II que cancelara su nombramiento, citando su falta de preparación para el papel de primer ministro. El zar se negó, y Golitsyn asumió el cargo en enero de 1917.
Durante la Revolución de Febrero, el gobierno tuvo dificultades para reprimir los disturbios. Dos instituciones rivales, la Duma y el Sóviet de Petrogrado, compitieron por el poder. El 11 de marzo, el zar ordenó al ejército reprimir los disturbios por la fuerza, pero las tropas comenzaron a amotinarse y unirse a los manifestantes y exigieron un nuevo gobierno constitucional. La reunión de la Duma fue prorrogada por el zar, aunque Golitsyn se opuso a su disolución. Se formó un cuerpo privado de miembros de la Duma para ayudar a restablecer el orden. En la tarde del 12 de marzo, el Consejo de Ministros de Rusia celebró su última reunión en el Palacio Mariinski y presentó formalmente su renuncia al Zar. El Comité provisional de la Duma Estatal ordenó el arresto de todos los exministros y altos funcionarios. Al día siguiente, Golitsyn fue transferido a la Fortaleza de San Pedro y San Pablo para su interrogatorio. Gueorgui Lvov formó un nuevo gobierno el 15 de marzo.
Después de la asunción al poder por los bolcheviques en la Revolución de Octubre, Golitsyn fue liberado, pero obligado a quedarse en Rusia, ganándose la vida reparando zapatos y vigilando parques públicos. Durante el período de 1920 a 1924, fue arrestado dos veces por la policía secreta, bajo sospecha de conexión con contrarrevolucionarios. Después de su tercer arresto (el 12 de febrero de 1925), fue ejecutado el 2 de julio de 1925 en Leningrado acusado de participar en una "organización monárquica contrarrevolucionaria".
Golitsyn se casó en 1881 con Yevguenia Andréievna von Grünberg y tuvo seis hijos, uno de los cuales contrajo matrimonio con Marina Petrovna Románova.